# Balota (okręg Mehedinți)
Balota – wieś w Rumunii, w okręgu Mehedinți, w gminie Prunișor. W 2011 roku liczyła 57 mieszkańców.